# Туризм в ЦАР
На туризм в Центральноафриканской Республике негативно повлияла гражданская война, начавшаяся в 2012 году и боевые действия в соседних странах. Безопасность в стране нестабильна, особенно на севере и северо-западе.
В 2007 и 2008 годах США выпустили предупреждение для туристов о бандитах, вооруженных группах повстанцев и браконьерах, особенно за пределами столицы Банги. Правительство страны не может гарантировать безопасность путешественников на большей части территории страны. В апреле 2007 года на охотничий отряд возле города Нделе было совершено нападение, и французский охотник был убит, а трое других получили ранения.
Центральноафриканская Республика не имеет выхода к морю. Единственный международный аэропорт — международный аэропорт Банги Мпоко. Места в стране, привлекательные для путешественников, включают в себя водопады в Боали. В национальном парке Дзанга-Сангха на юго-западе страны водятся гориллы и слоны, так же в этом районе живёт народ Бака. Баянга на берегу реки Санга — главная деревня рядом с национальным парком.
Лучшее время для посещения большей части страны — с ноября по апрель.